# بابی شورت
بابی شورت (انگلیسی: Bobby Short؛ ۱۵ سپتامبر ۱۹۲۴ – ۲۱ مارس ۲۰۰۵) خواننده و نوازنده پیانو اهل ایالات متحده آمریکا بود.
از فیلم‌ها یا مجموعه‌های تلویزیونی که وی در آن‌ها نقش داشته است، می‌توان به هانا و خواهرانش اشاره نمود.